# 24210 Хендсберрі
24210 Хендсберрі (24210 Handsberry) — астероїд головного поясу, відкритий 7 грудня 1999 року.
Тіссеранів параметр щодо Юпітера — 3,367.